# Green Grey
Green Grey (МФА: [griːn greɪ]; аббр. GG; рус. Грин Грей, Зелёно-серые) — украинская рок-группа, основанная в Киеве весной 1993 года.
В творчестве прослеживается смесь разнообразных стилей и музыкальных направлений: рок, поп, фанк, трип-хоп, дабстеп, техно, электро и др. Дизель и Мурик в шутку назвали свой стиль «укр-попом» по аналогии с «брит-попом». С 2012 года Green Grey экспериментируют с электронно-роковым звучанием. Впоследствии новый стиль группы получил название «даброк».
Green Grey первыми в истории украинской музыки дважды участвовали в церемонии награждения MTV Europe, заключили контракт с компанией Pepsi в 1996 году, начали выступать одновременно с живым диджеем и профессиональным балетом, организовывали рок-шоу с использованием спецэффектов, пиротехники и сценических трансформаций.
На сегодняшний день группа выпустила семь студийных альбомов, две компиляции лучших песен и концертный альбом «Две эпохи».

## История

### Формирование и ранние годы (1990—1995)
В 1990 году гитарист Андрей «Diezel» Яценко (родился 25.12.1969 г.), басист Сергей Смирнов и вокалист Сергей Манек основали англоязычную нео-бит группу Playboy. В Киеве коллектив был малоизвестен, так как концертная деятельность проходила в основном в Праге и Будапеште. В начале 1992 года Playboy записал на студии «Артима» дебютный альбом и благополучно разделился надвое. В мае того же года Яценко и Смирнов пригласили барабанщика Андрея Кузьменчука (экс-Алфавит, След), а через год нашёлся и новый фронтмен — вокалист-поэт Михаил Смирнов (экс-U.K.Rain). Вторая половина участников Playboy основала проект Crook.
Новая группа, переименованная в Green Grey, играла смесь рэпа, хэви-метала и фанка. Уже летом 1993 года получила Гран-при престижного московского фестиваля «Живой Звук», учреждённого Александром Барыкиным, Владимиром Кузьминым и Юрием Антоновым.
Green Grey стали основой «Отчим Рекордс» (продюсерского центра Сергея Отчима) и до декабря засели в студии «Комора» для записи дебютного альбома. Успех русскоязычных песен «Эй, ты», «Баскетбол» и «Аргументы и Факты» вдохновил группу вновь закрыться в «Коморе» для перезаписи альбома на русском языке. Однако в скором времени финансовые проблемы Отчима привели к закрытию проекта.
В июне 1994 года оригинальный состав Green Grey собрался для единственного выступления на фестивале «Белые ночи Санкт-Петербурга». Там группа получила специальный приз из рук президента MTV-Europe Уильяма Роуди (William Roedy). Успех вдохновил Андрея Яценко, и, сохранив название Green Grey, он возродил проект в виде студийного эйсид-техно дуэта вместе с вокалистом Дмитрием Муравицким (Murik) (родился 06.02.1971 г.), который до этого был участником киевских групп Monkey’s Work и Phantom Lord (Фантом Лорд). Звукорежиссёром группы остался Сергей Смирнов. С тех пор Дизель и Мурик являются костяком группы.
Остальные же музыканты оригинального состава под руководством Сергея Отчима оформились в проект Boy & Co, после чего Михаил Смирнов создал группу Чистая Монета, переименованную позже в Банзай, и в результате начал петь шансон под псевдонимом Михаил Санин.
В то же время в менеджменте Green Grey происходят изменения: продюсерами группы становятся бизнесмены Кирилл Авениров (Juzzee) и Михаил Чураков (Mike), создавшие продюсерское агентство «MC Entertainment Limited». Также разрабатывается новая идеологическая концепция группы «Новая молодежь новой Европы». Уже в этот период прослеживается тяга Green Grey к экспериментам: группа вводит в свой состав штатного диджея, что было абсолютным новшеством для украинского рока. Первым диджеем группы стал Noise da Rippa, которого впоследствии сменил культовый киевский персонаж Анатолий Вексклярский (DJ Толя; экс-Красные, Jamix; прим.: в составе группы выступал как JD Jamix; в то время он также вёл популярную музыкальную передачу «Місячні тромбони» на «Gala Радио», работал на других FM-станциях и ТВ). Таким составом Green Grey отправились в свой первый всеукраинский тур в 1995 году, взяв с собой барабанщика Ярослава Рево (экс-Ностальгия по Мезозою), ставшего впоследствии известным сценаристом и поэтом-песенником.

### Дебютный альбом «Грин Грей» (1996—1998)
Весной 1996 года появился получасовой видеоальбом «Новая молодёжь новой Европы» производства «КМ студии». Благодаря профессионально проведённой раскрутке и массированной видеоагитации, Green Grey быстро пробились в число лидеров украинской поп-музыки. В то же время к проекту присоединилась певица и модель Ядвига Юсьлегко (Ольга Плотникова) с шоу-балетом А-6 (экс-Адмирал). Постепенно накапливался материал для дебютного альбома, который обещал стать заметным явлением на украинской рок-сцене.
В конце года Green Grey привезли из Москвы очередной Гран-при за победу на фестивале «Поколение-96», покорив зрителей и жюри своим первым громким хитом «Подо**ем под дождем» (** = жд, жж). Призом стали съёмки клипа на эту песню, режиссёром видео стал Степан Полянский. Бюджет клипа составил около 3-5 тысяч долларов и на тот момент считался не самым низким для отечественных исполнителей. В то же время группе он не стоил ни копейки. Съёмки проводились российской Art Pictures — одной из первых в СНГ компанией, специализирующейся на создании музыкальных видео. Эта же песня два года подряд становилась песней года по версии киевского «Парада хит-парадов». После этого группа начала активно гастролировать по территории всего СНГ.
Дебютный альбом команды, получивший название «Грин Грей», был выпущен осенью 1997 года московской фирмой «REC Records». Пластинка на некоторое время возглавила российский хит-парад по продажам. По приблизительным подсчётам, пиратская версия альбома под названием «Чудо-остров» разошлась на территории стран СНГ тиражом, в несколько раз превышающим официальные продажи компакт-дисков и кассет. Самыми известными хитами альбома, которые получили широкую ротацию на радио и ТВ, стали песни «Подо**ем под дождем», «Аргументы и Факты», «Ш. А. Л. А.-Ла».
С таким альбомом в активе команда два года подряд становилась героем церемонии награждения «Золотая Жар-птица», в 1998-м удостоившись звания лучшей альтернативной группы, а в 99-м — лучшей рок-группы Украины.
В следующем году фанаты Green Grey начали активное освоение сети Internet. В то же время продолжает вести свою деятельность «Friend Club» Green Grey — фан-клуб «серо-зелёных», один из самых активных и многочисленных во второй половине 90-х среди музыкальных коллективов стран СНГ, который к 1999 году насчитывал уже более 50 тысяч человек.
В апреле 1998 года продюсеры группы Mike и Juzzee вместе с композитором и аранжировщиком Сергеем Сметаниным создали «дублирующий» состав Green Grey — попсовый бой-бенд 4Kings (рус. Четыре короля) с фронтменом Женей Фокиным. Параллельно происходят изменения в составе группы: на смену Анатолию Вексклярскому приходит DJ Shalom (Дмитрий Богданов), также в коллективе появляется ещё один музыкант — клавишник Павел Ульяновский.

### «550 MF» («550 Метров Фанка») (1999—2001)
Весной 1999 года продолжились изменения в составе. Барабанщик Ярослав Рево перешёл в киевскую рок-группу Cool Before, а Павел Ульяновский, приняв участие в записи материала для нового альбома и поработав с Дизелем над песнями для проекта 4Kings, уступил своё место 20-летнему клавишнику Жану (Джорджу) Яночкину.
Именно в этот период Дизель решил заняться обновлением саунда группы и переводом вокально-инструментального ансамбля Green Grey на рок-рельсы. Таким образом, в составе группы появилась полностью живая ритм-секция — к группе присоединился давний друг Мурика бас-гитарист Петр Цимбал (Петер) (экс-Иван-бит, Сейшн-плюс, Чистая Монета, Супер-Р) и барабанщик Игорь Середа (Малый) (экс-Тандем, Конвой, Джек Фрост, Цей Дощ Надовго). Кроме того, для работы в студии и иногда на концертах Green Grey привлекали киевский струнный квинтет «Наполеон».
И уже в обновлённом составе группа приступает к активной работе над вторым студийным альбомом «550 MF» («550 Метров Фанка»). В ноябре 1999 года Green Grey подписывают с московским лейблом «REAL Records» контракт на выпуск и промоушн своей новой пластинки, которая появилась в продаже 25 февраля 2000 года.
Как и дебютный «Грин Грей», новый альбом пользовался большим успехом у рок-фанов. Больше всего внимания досталось композиции «Депрессивный листопад», одной из самых известных в коллекции группы, посвящённой проблеме наркомании. Премьера «Депрессивного листопада» состоялась во время грандиозного мероприятия «Шоу-ринг» в киевском Дворце Спорта, где в формате баттла Green Grey «бились» с российской группой Иванушки International. Арбитром выступил Богдан Титомир. Во время этого мероприятия было установлено два негласных рекорда: 17 тысяч зрителей и около 1,5 тысячи фальшивых билетов на концерт.
Ещё одной песней, которая обрела статус культовой, стала композиция «MF», также более известная под названиями «Мазафака» или «Осень». Микс песен «Мазафака» Green Grey и «Can We» SWV feat. Missy Elliott считается одним из первых представителей стиля bastard pop (mash-up). Клип на песню — совместный проект известного украинского клипмейкера Виктора Придувалова и одного из лучших операторов России Макса Осадчего. Съёмки проходили в новом терминале аэропорта «Борисполь» две ночи напролет. Из-за опасений, что скандальный клип могут не пропустить на телевидение, было смонтировано две версии — оригинальную и ТВ-версию с цензурой. В 2002 году Green Grey с видео на песню «Мазафака» получили награду от российской премии «Муз ТВ» в номинации «Лучший видеоклип». Впоследствии трек «Мазафака» множество раз перепевали и использовали в своём творчестве разные исполнители, в том числе LOBODA, Баста, Камень. Ножницы. Бумага и другие. Сам же альбом «550 MF» до сих пор считается одним из самых знаковых в творчестве группы. Также популярность обрели и другие песни: «Криминал», «Мама», «Рагга», «Москва (Куда мы едем на лимо)».

### Альбом «Эмигрант» (2002)
Не отрываясь от активной гастрольной деятельности, в 2001 году Green Grey начали работу над третьим студийным альбомом. Тяга к экспериментам привела к изменениям как в составе, в котором больше не нашлось места диджею, так и в музыкальной концепции — группа изменила звучание ближе к направлению хард-н-хеви.
Презентация альбома «Эмигрант» состоялась 28 мая в киевском клубе «Бабуин» и была приурочена к празднованию 9-летия группы. Выпуском альбома занималась компания JRC, а в России — «Мистерия звука».
Своё название альбом получил по самому характерному треку, на который команда сделала стильный видеоклип, снимавшийся в Нью-Йорке (режиссёр Виктор Придувалов). В кадре также появилась Вика Врадий, известная как певица Сестричка Вика. По словам Мурика, первоначально альбом имел другое название. До того момента, когда ему в голову не пришла идея песни, которая известна сейчас под названием «Эмигрант». Он полушутя признался:

Бог не фраер — великий человек. Он разбудил меня ночью и я ощутил некий удар в голову: «Просыпайся, вспомни Led Zeppelin, напиши песню, и завтра всё будет хорошо!»
— Дмитрий Муравицкий (Мурик)
На этом же альбоме был представлен экспериментальный номер «Весна восьмого дня» — совместная запись с популярным российским рэппером ДеЦлом.  В   Украине премьера клипа на эту песню, в котором снялись и сами музыканты, и их многочисленные друзья с женами и подругами, была приурочена к женскому празднику 8 Марта. Ещё одно видео появилось на песню «Всё будет хорошо», которая стала основной музыкальной темой российского фильма «Мечтать не вредно». Четвёртой песней, которая получила визуализацию, стала композиция «Только ночью». В съёмках поучаствовали байкеры из киевского клуба Silver Bullets, а кадры из клипа были использованы в рекламе Maccoffee Strong.
Музыкальные критики отметили, что альбом «Эмигрант» может претендовать на статус путеводителя по стилям и направлениям — альбом целиком и каждая из его песен в отдельности объединяют в себе множество разных музыкальных жанров, в том числе панк, блюз, хард-рок, фанк, хип-хоп, регги, поп и не только. Помимо этого периодические эксперименты с духовой секцией на концертах также нашли своё воплощение в студийной работе — частые трубно-духовые вкрапления в ряде песен стали своеобразной изюминкой альбома. Также для записи партий на музыкальном инструменте вировце для песен «Увага» и «Сон» был приглашён вокалист украинской группы Димна Суміш Саша Чемеров.
Альбом полон музыкальных заимствований и отсылок на известные композиции зарубежных артистов, в том числе Nirvana («Smells Like Teen Spirit»), The Offspring («Pretty Fly (for a White Guy)»), Deep Purple («Smoke on The Water»), Coldplay («Trouble») и других.
Помимо обычных концертов на Украине, летом 2002 года Green Grey представили новую программу на сценах многочисленных фестивалей: «Чайка» в Киеве (в качестве хэдлайнеров), «Нашествие» в Раменском, «Рупор» в Сочи, «Мегахаус» в Москве. Согласно данным интернет-опроса, в 2002 году Green Grey оказались в числе самых популярных артистов СНГ, которые могли бы представлять Россию на церемонии MTV Europe Music Awards в Барселоне. Когда к голосованию подключились украинские меломаны, Green Grey поднялись в десятку самых популярных групп СНГ.
В том же году роли заезжих музыкантов, приглашенных на королевский бал, были предложены Дизелю и Мурику постановщиками мюзикла «Золушка» — красочного новогоднего проекта телеканала «Интер». Специально для этого телешоу они написали композицию «Нечего терять» («Да!»), которую и исполнили в кадре. Мюзикл вышел на экраны в новогоднюю ночь 2003 года.

### 10-летие группы, сборник «The Best» и концертный альбом «Две эпохи» (2003)
Своё 10-летие в конце весны 2003 года Green Grey отметили сборником хитов «The Best» и акустическим концертом в сопровождении Национального заслуженного академического симфонического оркестра Украины на сцене Национальной оперы Украины.
Юбилейный концерт состоялся 30 мая 2003 года. Так музыканты отпраздновали круглую дату в своей истории — десять лет с момента встречи Мурика и Дизеля. Постановкой действа занимался известный украинский клипмейкер и режиссёр Семён Горов, который назвал своё детище оперным рок-спектаклем. Концерт являлся костюмированным мини-спектаклем с балетом, оперными партиями и музыкальным оформлением, состоящим из песен Green Grey в новых оркестровых аранжировках. Зрители не только услышали акустическую гитару, рояль и целый симфонический оркестр, а также оперную певицу Ирину Семененко, но и увидели красивые балетные номера и театральные мизансцены. О том, что и как происходило в Оперном театре 30 мая 2003 года рассказывает диск «Две эпохи», изданный в аудио- (JRC, 2003 год) и видеоверсиях (Lavina Music, 2004 год). Также «Две эпохи» — первая выпущенная в свет запись концертного выступления украинской группы с оркестром.
Тем же 2003-м годом датируется и первый официальный «The Best» Green Grey (первый не только у группы, но и вообще  в  Украине), изданный компанией JRC (в России — «Мистерия звука»). Компиляция включала в себя 15 композиций. Пять были взяты из альбома «Эмигрант» («Всё будет хорошо», «Весна 8-го дня», «Только ночью», «Тёмная ночь» и «Эмигрант»), три — из «550 MF» («Мама», «Депрессивный листопад» и «Мазафака», названная здесь «Осень-МФ») и четыре — из дебютного одноимённого «Грин Грей» («Подо**ем под дождем», превратившаяся просто в «Под дождем», «Аргументы и Факты», «Ша-ла-ла» и «Экскурсия туда откуда — Э. Т. О.»). Тем не менее, концепция «правильного беста» была соблюдена благодаря включению бонусов: относительно новых «ЖирNOVA» (ранее известной как «Жернова») и «Нечего терять» из новогоднего мюзикла «Золушка». Первая — любвеобильный регги, вторая — «варварский» панк. Завершал альбом ремикс на песню «Эмигрант».
Уже через две недели после юбилейного концерта Green Grey Мурик и Дизель презентовали свои сайд-проекты. 7 июня в киевском клубе «Утюги» Мурик представил свою гранжевую группу MRK, в состав которой вошли Пётр Цимбал (бас), Александр Десятниченко (барабаны) и гитарист Cool Before Игорь Маляренко (Маляр). А 13 июня в клубе «Ра» Дизель презентовал свой совместный проект с DJ Конём, который получил название HMR. «HMR» — аббревиатура от «heavy-metal-rave» (стиль, которым охарактеризовал музыку своего сайд-проекта Дизель).

### Альбом «Метаморфоза» (2004—2005)
Отметив своё 10-летие и проведя ряд экспериментов с хип-хопом, роком, электронной и симфонической музыкой, Green Grey созрели для очередных перемен. И вылились они в альбом «Метаморфоза», в котором группа обратилась к элементам поп-музыки.
Накопление материала для четвёртого альбома началось в 2004 году. В конце сентября в Киеве прошли съёмки видео на песню «Стереосистема», которая стала первым синглом с предстоящей пластинки. Режиссёром клипа вновь выступил Виктор Придувалов. Для съёмок видео на крыше одного из домов в центре Киева была выстроена стена из любимых Дизелем комбиков Marshall и электро-гитар Gibson. В роли Мурика в юности снялся молодой исполнитель Марк Гриценко (вокалист группы Marakesh). Композиция «Стереосистема» вошла в саундтрек художественного фильма режиссёра Виктора Придувалова «Свадьба Барби».
Вслед за «Стереосистемой» экранизации подверглась композиция «Солнце и Луна». Режиссёром ролика выступила Екатерина Царик. Главная героиня видео — девушка с причудой, целенаправленно передвигающая телевизор из пункта А в пункт Б.
Презентация нового клипа в феврале 2005 года одновременно стала и презентацией самого альбома «Метаморфоза».  В    Украине диск был выпущен ещё в ноябре 2004 года (позже в России альбом был издан компанией «Никитин»), однако тогда, по словам генерального директора Lavina Music Эдуарда Клима, «у страны были проблемы поважнее» (прим.: подразумевается происходящая в то время  в  Украине Оранжевая революция). Чтобы привлечь внимание к релизу, его решили переиздать с добавлением бонуса — англоязычной песни «Help». Текст песни написал продюсер Green Grey Juzzee вместе со своей женой Еленой. Позже в том же году был снят третий клип на песню «Всё прошло». Видео срежиссировали украинский режиссёр-документалист Александр Анпилогов и продюсер Green Grey Кирилл Авениров (Juzzee).
Сами Green Grey назвали «Метаморфозу» «попсовым» альбомом. Про новую пластинку Мурик говорил так:

Что-то в нём есть шведское. Лично мне нравится шведская поп-музыка. Это такая функциональная музыка для людей.
— Дмитрий Муравицкий (Мурик)
В записи альбома помимо Дизеля (выступившего в роли аранжировщика, саунд-продюсера, гитариста и даже клавишника) и Мурика также приняли участие Пётр Цимбал (бас), Жан Яночкин (клавиши), Юрий Мизынчук (барабаны), Лида Тутуола (бэк-вокал) и DJ Валик из группы Тартак.
Летом 2005 года Дизель и Мурик совместили отдых с выполнением своего гражданского долга. В рамках общественной инициативы «Наше право», вызванной желанием поддержать и защитить от дискриминации русскоязычное население Украины, они провели серию концертов в Крыму, которую пришли послушать в общей сложности около 200 тысяч человек. А 1 сентября 2005 года музыканты запустили в эфир остросоциальный клип, посвященный Дню независимости Украины, на песню «Наше право».
Также в 2005 году на лейбле Moon Records вышла пластинка «Beauty and the Beast» — релиз сольного проекта Дизеля под названием Diezel DJ Power. На обложке альбома значилось: «Ультра новый электронный соло данс проект гитариста супер группы GREEN GREY». В поддержку альбома было снято эпатажное видео на композицию «TenDance DecaDance».

### «Trideo», 15-летие и победа на MTV Europe Music Awards (2006—2009)
После очередной паузы, во время которой Мурик и Дизель преимущественно занимались своими сольными проектами, Green Grey снова вернулись в медиапространство. В 2007 году «зелёно-серые» напомнили о себе совместной работой с украинской группой Sister Siren — клипом на песню «Trideo». По словам участниц Sister Siren, с момента основания коллектива Дизель являлся их духовным наставником. В итоге эта дружба вылилась в совместную песню двух групп. На создание видео Green Grey вдохновил известный фантаст Теодор Старджон, который в своих книгах описывал новое измерение — тридео. Над клипом работали кинопродюсер Марк О’Салливан и режиссёр Маркус Адамс. Первый сделал себе имя в мире музыкального видео, приложив руку к экранизации «Bitter Sweet Symphony» The Verve и поработав над всеми музыкальными видео Oasis в поддержку альбома британцев «Standing on the Shoulder of Giants». Второй известен по таким киноработам как «Пятница 13-е», «Октан», «Наводчик»; был режиссёром клипов David Guetta и Eric Prydz. С учётом спецэффектов, над которыми работала та же команда, что и над «Дневным» и «Ночным» Дозорами, видео обошлось в рекордные для Украины 150 тысяч долларов.
В том же году вышел дебютный альбом группы MRK — сайд-проекта Мурика. Пластинка получила название «Звезда с небес» и насчитывала 13 треков, представлявших собой альтернативную музыку с элементами гранжа, хип-хопа, фанка и диско. В поддержку альбома было выпущено два видеоклипа — на заглавную песню и на композицию «Я скучаю по тебе», которая стала саундтреком молодёжного сериала «Здрасьте, я ваше папо!» производства телеканала MTV-Russia.
В это же время Дизель основывает свои музыкальные вечеринки Diezel Jam Session. Это мероприятия закрытого формата (проходят по понедельникам в разных клубах Киева), на которых собираются друзья и коллеги Дизеля для музыкальных импровизаций, эксклюзивных выступлений и отдыха. Впоследствии участниками джемов стали многие известные украинские музыканты; из зарубежных артистов гостями вечеринок были James Blunt, Keiko Matsui, Onyx, Мумий Тролль и другие.
12 января 2008 года во Дворце Спорта Green Grey получили «Диско Премию ХІТ-FM» в категории «Лучшая группа 90-х».
В 2008 году Green Grey совместно с группой Sister Siren выпустили мультимедийный макси-сингл «Trideo», в который помимо заглавной песни и ремиксов вошли ранее неизданные песни «Основы жизни» и «Наше право», англоязычные «Depressive Hurricane» и «Emigrant», а также четыре музыкальных видео. Позднее в том же году Green Grey презентовали DVD «Сборник наилучших видеоклипов + Trideo» — первое официальное собрание клипов группы.
Параллельно с этим Дизель становится идейным вдохновителем и продюсером нового проекта «Planeta R'n'B», который был создан, чтобы объединить молодых хип-хоп-, рэп-, ритм-н-блюз-, соул-исполнителей и способствовать продвижению этой культуры в украинский шоу-бизнес. В состав «Planeta R'n'B» вошли группы Sister Siren, Diezel-Новый Союз, Камень. Ножницы. Бумага., МонаПолиЯ, Fame (Вячеслав Семенченко).
С конца 2008 года Мурик и Дизель приступают к подготовке масштабного празднования 15-летия группы. В ноябре 2008 начинаются съёмки клипа на новую песню «Тот день». Режиссёром ролика стал известный украинский клипмейкер Виктор Придувалов. По задумке автора, в клипе снялись 15 как известных, так и начинающих украинских исполнителей, каждый из которых, в том или ином проявлении, на собственном примере повествует историю становления Green Grey и украинской альтернативной сцены в целом. Презентация видео состоялась 26 января 2009 года. Среди прочих в клипе появились участники групп Бумбокс, ТНМК, Друга Ріка, СКАЙ, Esthetic Education, Димна Суміш, Sister Siren, Marakesh, Gorchitza Live Project, Tomato Jaws и другие.
В 2009 году к группе присоединяется DJ Ekspert (Николай Макеев), который позднее будет сотрудничать со многими артистами, среди которых Alloise, Gorchitza, The Hardkiss, Jamala, Сальто Назад. Вместе с диджеем и музыкантами Петром Цимбалом (бас), Жаном Яночкиным (клавиши) и Валерием Деревянским (барабаны) Мурик и Дизель начинают готовиться к юбилейному концерту во Дворце Спорта. Шоу состоялось 18 мая 2009 года. Участие в грандиозном концерте также приняли многие из артистов, которые ранее снялись в клипе на песню «Тот день».
А уже в начале июня состоялась премьера нового видео на песню «Жизнь на колёсах». Режиссёром ролика уже традиционно стал Виктор Придувалов. Съёмки проходили в картинг-центре «Терминал» в Броварах, а главной звездой клипа стал друг группы — известный украинский автогонщик, журналист и телеведущий Алексей Мочанов.
Осенью 2009 года Green Grey по итогам голосования зрителей MTV Ukraine победили в украинском национальном отборе и завоевали звание «Лучшего украинского исполнителя» («Best Ukrainian Act»). В этом статусе Дизель и Мурик отправились на церемонию MTV Europe Music Awards 2009, которая состоялась 5 ноября в Берлине, чтобы сразиться с 20-ю победителями других региональных отборов за премию в категории «Лучший исполнитель Европы».

### 20-летие группы и альбом «Глаз леопарда» (2010—2014)
В этот период Green Grey вновь вернулись к корням в музыкальной концепции — наравне с полным живым составом была подготовлена и клубная концертная программа, в которой компанию Дизелю и Мурику на сцене составлял лишь диджей. Также был взят за основу сингловый подход в выпуске музыки, что Green Grey объясняли неоднозначной ситуацией в мире рекординга.
Осенью 2010 года группа впервые выпустила песню на украинском языке. Green Grey были приглашены выступить на концерте в честь 20-летнего юбилея группы Моральный кодекс в Москве, а также спеть одну песню из репертуара команды. Выбор Мурика и Дизеля пал на единственную украиноязычную композицию «Шукаю тебе». А уже в декабре был презентован новый клип на песню «Чёрный снег», посвящённый проблемам экологии и загрязнения окружающей среды. Режиссёром видео стал Алексей Форин. В том же году Дизель запустил ещё один международный продюсерский проект — супергруппу «DIEZEL & хулиGUNz», которая впоследствии трансформировалась в группу Nofacez.
Весной 2011 года Green Grey отправились в клубный тур «18 лет. Теперь нам можно все!» по городам Украины. Летом выступили на Summer Sound International Music Fest в селе Грибовка Одесской области. Основателем и президентом этого международного фестиваля также выступил Дизель. А уже к концу года планировался выпуск новой пластинки с рабочим названием «Хороший альбом» (релиз не состоялся).
В августе 2011 года состоялся скандал с участием басиста Петра Цимбала — он был задержан правоохранительными органами по подозрению в распространении марихуаны в среде шоу-бизнеса. В итоге суд вынес обвинительный приговор к 9 годам тюрьмы для Петра и его супруги. Однако после апелляции и предложенной амнистии в 2014 году все задержанные по этому делу вышли на свободу.
В 2012 году группу покидает DJ Ekspert, на смену которому приходит Дмитрий Павленко (DJ Khoroshyi). Летом Green Grey вновь выступают на Summer Sound International Music Fest. В том же году Мурик и Дизель решают в очередной раз изменить звучание группы и принимаются за эксперименты со стилями дабстеп, драм-н-бейс, электро, техно и бростеп в сочетаний с утяжелением гитарного саунда и более жёстким и агрессивным вокалом. Презентация концертной «дабкор»-программы с современным звучанием и новыми песнями состоялась в ноябре 2012 года в киевском клубе Forsage.

Новый логотип Green Grey с 2013 года

В январе 2013 года группа презентует первый клип со своим обновлённым саундом на песню «Темнота (Друг молодёжи)». Режиссёр ролика — Александр Чалый.
Весной этого же года совместно с UNICEF Украина и фан-клубом «Динамо» (Киев) Green Grey инициировали акцию «Помогите найти», направленную на актуализацию проблемы поиска семей для детей, лишённых родительской опеки. В рамках акции была записана песня с одноимённым названием и снят клип, авторами которого стали Антон Комяхов и Мирослав Кувалдин. «Помогите найти» стала лейтмотивом социальной кампании «Кожній дитинi потрібна родина». А сама песня вышла в качестве первого для Green Grey сингла в цифровом формате.
В 2013 году к своему юбилею группа организовала тур «20 лет в рок-н-ролле», кульминацией которого стал масштабный праздничный концерт с участием друзей и коллег Green Grey, состоявшийся 1 июня в киевском клубе Stereo Plaza.
К концу года Мурик и Дизель наконец-то закончили работу над первым полноформатным релизом Green Grey после почти десятилетней паузы в выпуске альбомов. Сама же пластинка, получившая название «Глаз леопарда», вышла уже в следующем году и стала пятым студийным альбомом группы. Изначально релиз диска планировался 28 февраля 2014 года на лейбле Moon Records. Однако из-за сложной политической ситуации в Украине выход пластинки был перенесён и состоялся лишь 10 апреля. Сам же альбом «Глаз леопарда» стал своего рода отчётом о проделанной работе за последние 10 лет. В него вошло 15 песен, часть которых уже была известна слушателям и выходила в качестве синглов в предыдущие годы («Тот день», «Жизнь на колёсах», «Чёрный снег»). Также на диск попали треки, которые должны были войти в несостоявшийся «Хороший альбом» («Знаешь», «Больше не хочу», «Вдаль», «Тандем»), и совершенно новые песни, которые обозначили движение Green Grey к более электронному и тяжёлому звучанию («Помогите найти», «Микки & Меллори», «Mickey Mouse в доме»).
23 марта 2014 был презентован ретроспективный сборник «Greatest Hits», посвящённый 20-летию карьеры группы (вышел на лейбле Moon Records). Песни в данной компиляции хронологически отображают музыкальную историю коллектива — от рок-номера «Под дождём» и фанковой «Мазафака» до дабстепового сингла «Помогите найти». Особенностью сборника является то, что он издан в двух форматах: CD (22 трека) и цифровая версия для iTunes (25 треков). Также планировался выпуск «Greatest Hits» на виниловой пластинке (12 треков), который так и не состоялся.
Летом 2014 года в рамках проекта «Jazz Kolo» известного украинского музыканта Игоря Закуса Green Grey подготовили специальный эйсид-джазовый сет. Клубный концерт «Green Grey-Unplugged» состоялся 10 июня в Киеве.

### Альбом «WTF?!» и стиль DubRock (2015—2017)
Не прекращая концертной деятельности, в 2015 году Мурик и Дизель начали работу над своим шестым студийным альбомом. В то же время окончательно обозначилось новое электронно-роковое звучание группы. Свой нынешний стиль Green Grey назвали «даброк». К работе над новой пластинкой был приглашён известный среди любителей электронной и танцевальной музыки саунд-продюсер Максим Курушин (Makus). Также к обновлённому составу присоединились известные в мире брутальной и тяжёлой музыки бас-гитарист Сергей Иофик (Bolt) и гитарист Юрий Лисяк (Pinky).
К концу марта 2015 года Green Grey подготовили новую концертную шоу-программу. Концерт «New Show DubRock» состоялся 28 марта в киевском клубе Sentrum. А за несколько дней до этого группа презентовала видео на песню «Времени нет» — первый сингл из предстоящего альбома. Автором чёрно-белого ролика вновь выступил Виктор Придувалов. А в самом клипе снялись участники популярного шоу телеканала СТБ «Танцюють всі!» Яна Заец и Евгений Карякин.
В начале июня Green Grey отметили своё 22-летие концертом в клубе Atlas в Киеве. А в августе вышел очередной клип группы. В этот раз была экранизирована совместная с российским певцом Григорием Лепсом песня «Бабосы боссам». Автором резонансного видео стал российский клипмейкер Александр Солоха, известный по работе с Земфирой, Кристиной Орбакайте, группами Танцы Минус и Воплі Відоплясова, а также снявший знаковый клип Green Grey «Подо**ем под дождем».
Позднее в том же году состоялся эксклюзивный и первый в своём роде концерт Green Grey, на котором была целиком исполнена программа дебютного альбома «Грин Грей», вышедшего в 1997 году. Впервые за 15 лет на сцене вместе с Дизелем и Муриком появился DJ Толя (известный диджей и музыкант Анатолий Вексклярский) — группа выступила в своём оригинальном «золотом» составе.
В ноябре 2015 года был презентован третий за год клип группы на песню «Всё феерично». Режиссёрами ролика стали Александр Лазарев и Артём Винник, а в видео снялись друзья группы, игроки команды по американскому футболу «Bandits Kiev», которые составляют основу национальной сборной Украины по этому виду спорта, и их группа чирлидерш. А в конце года Green Grey отправились в небольшой тур по городам Украины с новой программой «DubRock».
25 февраля 2016 года выступление Green Grey открыло церемонию награждения музыкальной премией YUNA. В дуэте с Monatik (Дмитрий Монатик) Green Grey исполнили легендарную композицию «Под дождём», которой в том году исполнилось 20 лет. Green Grey и Monatik стали первой коллаборацией из серии «Золотых хитов» премии YUNA. Весной вышел клип на обновлённую версию песни, режиссёром которого стал Владимир Шпак. А позже фичеринг Green Grey и Monatik был выпущен в качестве сингла в цифровом формате.
Тем временем Green Grey закончили работу над своей новой пластинкой в стиле даброк. Шестой альбом получил название «WTF?!», а его концертная презентация прошла 22 апреля в киевском клубе Forsage. Релиз альбома состоялся лишь 4 ноября 2016 года на лейбле Moon Records. За эксклюзивные права на свой новый лонгплей Green Grey получили от Moon Records один миллион гривен. Альбом насчитывает 14 треков, среди которых нашлось место двум дуэтам (с Григорием Лепсом и Сергеем Кузиным), а также нескольким обновлённым версиям старых песен («ХЗ», «Два выстрела», «Депрессивный листопад»).
Также в 2016 году вышло ещё два клипа Green Grey. В конце августа появилось видео на песню «Маятник», которая не вошла в альбом «WTF?!», но была издана в качестве цифрового сингла. Автор слов композиции — украинский исполнитель Олег Дрофа, а режиссёром клипа вновь выступил Владимир Шпак. Песня посвящена давнему другу Дизеля и Мурика — музыканту Михею (Сергею Крутикову).

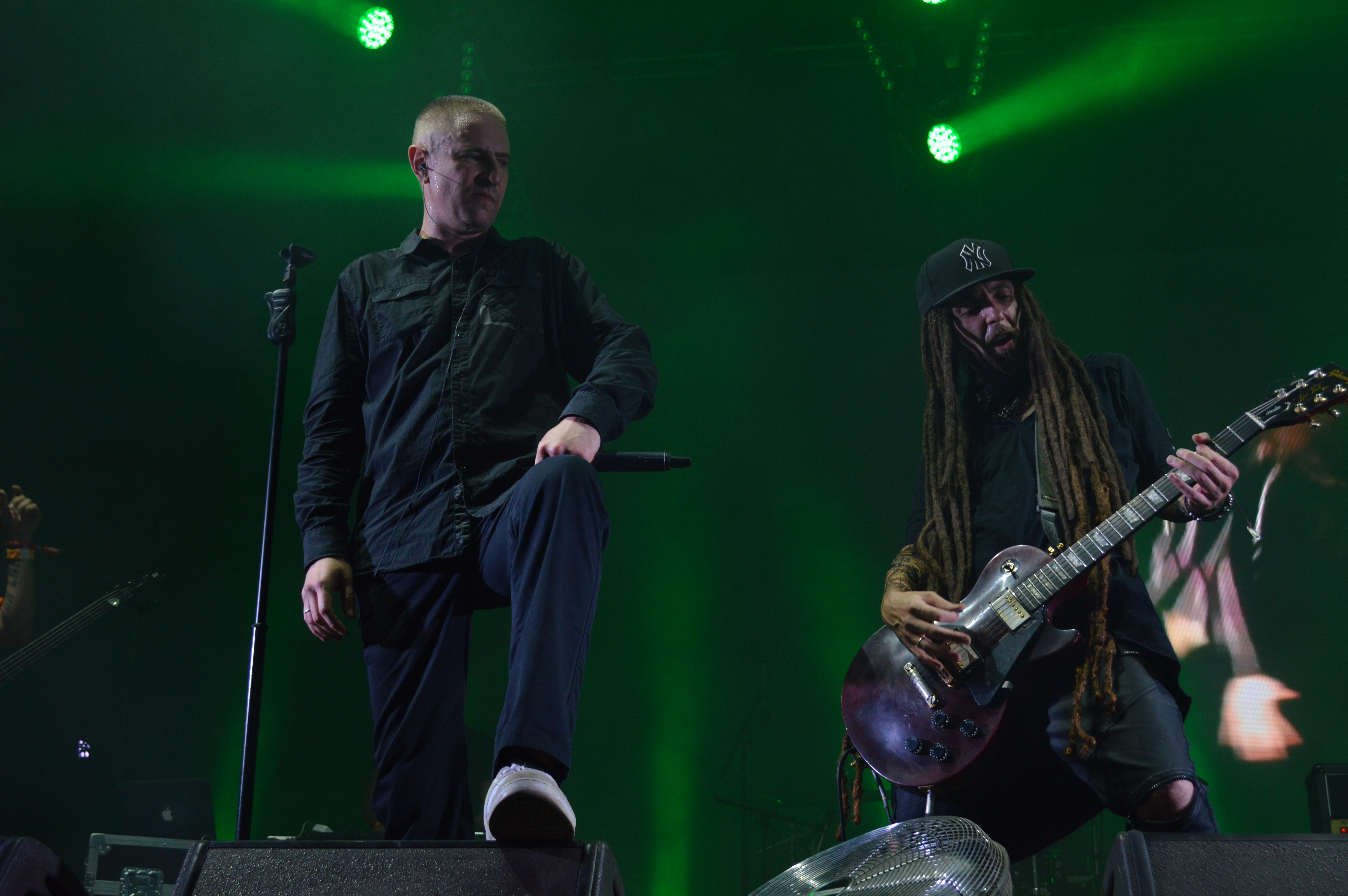
Green Grey на фестивале MRPL City в 2018 году в Мариуполе

31 октября было опубликовано видео на кавер-версию известной песни российской группы ДДТ «Не стреляй». Первая в истории украинской музыкальной индустрии открытая запись состоялась совместно с популярным радиоведущим и музыкантом Сергеем Кузиным на студии «Гадюкины Records». Режиссёром ролика стал Дон Тимсан.
В конце года новым постоянным барабанщиком Green Grey стал Сергей Недашковский, который ранее играл в тернопольской группе СКАЙ. А 26 ноября состоялся цифровой релиз первой авторской песни Green Grey на украинском языке «Хто зна».
В феврале 2017 года Green Grey приняли участие в национальном отборе песенного конкурса Евровидение, который состоялся в мае того же года в Киеве. Специально для конкурса изначально была написана англоязычная песня «Future is Now», однако впоследствии Green Grey выступали в отборе с другой песней «Future is on». А в июне группа выступила на самом масштабном фестивале страны Atlas Weekend на территории ВДНГ в Киеве.

### 25-летие Green Grey (2018—настоящее время)

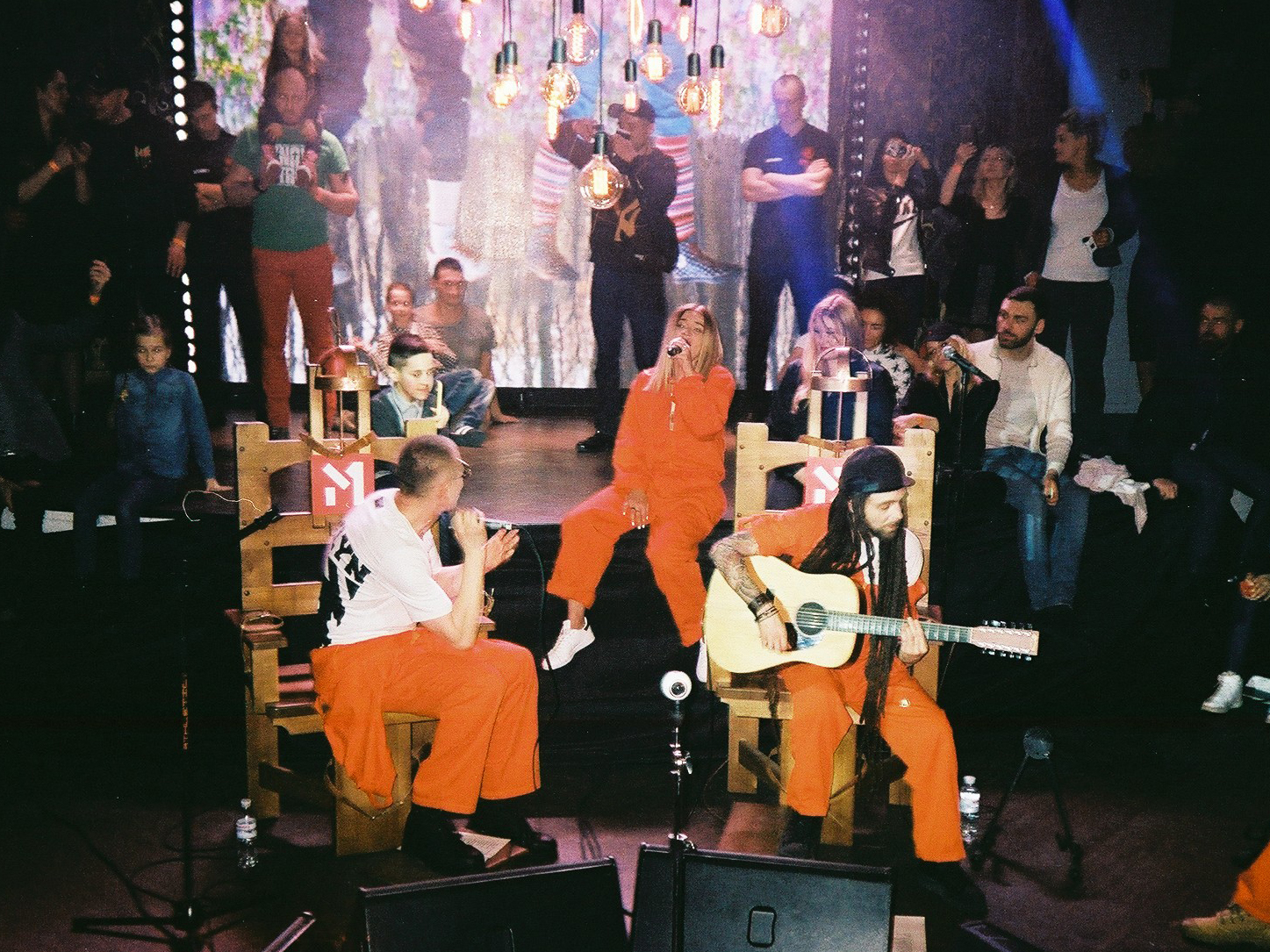
Green Grey и Alloise на акустическом концерте «Без электрики» 31 марта 2018 года в Киеве

Для группы 2018 год начался с подготовки к предстоящему юбилею. И первым в череде праздничных событий стал акустический перфоманс-концерт «Без электрики», который состоялся 31 марта в Киеве. Дизель, Мурик и другие участники группы в оранжевых комбинезонах заключённых исполнили главные за 25 лет творчества хиты Green Grey в новых акустических аранжировках. Приглашённым гостем стала певица Alloise (Алла Московка — ex-Gorchitza), которая исполнила с Green Grey песни «Солнце и Луна» и «Хто зна».
Сразу же после концерта Дизель и Мурик вновь закрылись в «Mazepa Studio», погрузившись в работу над песнями для нового альбома. Вместе с саунд-продюсером Андреем Мазепой Дизель занялся очередной сменой звучания группы и экспериментами со стилями. Параллельно с этим началась активная подготовка к летним фестивалям и осеннему туру по городам Украины.

## Состав

### Текущий состав
- Андрей Яценко (Diezel) — гитара, клавишные, бэк-вокал, саунд-продюсирование, автор музыки
- Дмитрий Муравицкий (Murik) — вокал, автор текстов и музыки
- Дмитрий Павленко (DJ Хороший) — диджеинг
- Юрий Лисяк (Pinky) — гитара
- Владимир Костик — барабаны
- Андрей Мазепа — саунд-продюсирование, звукорежиссёр

### Бывшие участники и сессионные музыканты
- гитара: Сергей Смирнов, Сергей Сметанин, Олег Аджикаев
- бас-гитара: Пётр Цимбал, Сергей Иофик (Bolt)
- клавишные: Павел Ульяновский, Жан Яночкин
- барабаны: Андрей Кузьменчук, Ярослав Рево, Игорь Середа (Малый), Александр Десятниченко, Юрий Мизынчук, Валерий Деревянский, Сергей Недашковский
- диджеи: Noise da Rippa, Анатолий Вексклярский (DJ Толя), Дмитрий Богданов (DJ Shalom), Валентин Матиюк (DJ Валик), Николай Макеев (DJ Ekspert)
- бэк-вокал: Ольга Плотникова (Ядвига Юсьлегко), Ирина Семененко, Лида Тутуола, Олеся Ляшенко, Женя Сахарова
- другие: Михаил Смирнов (вокал), струнный квинтет «Наполеон», Саша Чемеров (вировец), Pit Core (программирование), Григорий Махно (губная гармоника), Максим Курушин (Makus) (программирование)[91]

## Основные награды
- 1993 — Гран-при международного конкурса «Живой звук» (г. Москва)
- 1994 — Специальный приз MTV-Europe на фестивале «Белые ночи Санкт-Петербурга»
- 1996 — Гран-при фестиваля «Поколение» (г. Москва)
- 1997 — Лучшая рок-группа года — Украинский рейтинг «Парад хит-парадов»
- 1997 — Лучшая песня года («Под дождём») — Украинский рейтинг «Парад хит-парадов»
- 1998 — Лучшая танцевальная группа — премия «Золотая Жар-Птица» («Таврийские Игры»)
- 1999 — Лучшая альтернативная группа — премия «Золотая Жар-Птица» («Таврийские Игры»)
- 2000 — Лучшая рок-группа — премия «Золотая Жар-Птица» («Таврийские Игры»)
- 2002 — Лучший видеоклип («Мазафака») — премия «Муз-ТВ»
- 2003 — Лучшая видеореклама («MacCoffee») — премия «Чёрная жемчужина»
- 2005 — Лучший видеоклип («Всё будет хорошо») — премия «MTV Россия»
- 2007 — Лучшая группа 90-х — «Диско Премия ХІТ-FM»
- 2008 — Лучший видеоклип («Trideo») — премия «Джем ФМ»
- 2009 — Best Ukrainian Act — премия MTV Europe Music Awards
- 2016 — Лучшая песня в номинации «Золотой хит» («Под дождём») на фестивале «Музыкальная платформа»

## Дискография

### Студийные альбомы
- Грин Грей (1997)
- 550 MF (550 Метров Фанка) (2000)
- Эмигрант (2002)
- Метаморфоза (2004)
- Глаз леопарда (2014)
- WTF?! (2016)
- Спичка (2021)

### Сборники, концертные альбомы, синглы
- Две эпохи (2003) — запись юбилейного концерта в Национальной опере Украины
- The Best (2003) (Remastered, 2024) — компиляция лучших песен
- Trideo (feat. Sister Siren) (2008) — мультимедийный макси-сингл
- Помогите найти (2013) (сингл)
- Greatest Hits (2014) — компиляция лучших песен
- Хто зна (2016) (сингл)
- Луна в пакете (2016) (сингл)
- Микки Маус (2016) (сингл)
- Темнота - друг молодёжи (2016) (сингл)
- Под дождем (2016) (сингл)
- Шукаю тебе (2016) (сингл)
- Маятник (2016) (сингл)
- Основы жизни (2017) (сингл)
- Наше право (2017) (сингл)
- В одному човні (2018) (сингл)
- Апасна (2018) (сингл)
- Indigo (2018) (сингл)
- Емігрант (2023) (сингл)
- Друже (2023) (сингл)

### Видео
- Две эпохи (2003) (CD Video)
- Две эпохи (2007) (DVD)
- The Videos (2007) (DVD)
- Сборник наилучших видеоклипов + Trideo (2008) (DVD)

### Сольные альбомы участников
- Diezel DJ Power — Beauty and the Beast (2005) (сольный альбом Дизеля)
- MRK — Звезда с небес (2007) (сольный альбом Мурика)

## Видеоклипы
На сегодняшний день у Green Grey насчитывается 25 официальных видеоклипов, документальный фильм 1996 года «Новая молодёжь новой Европы» (режиссёры Олег Чёрный, Геннадий Хмарук) и видеозапись юбилейного концерта «Две эпохи» (режиссёр Семён Горов, 2003 год).
- 1996 — «Подо**ем под дождем» (** = жд, жж) (режиссёры Александр Солоха, Степан Полянский)
- 1999 — «Москва» («Массква или куда мы едем на лимо») (режиссёр Филипп Янковский)
- 1999 — «Криминал» (режиссёры Олег Чёрный, Геннадий Хмарук)
- 1999 — «Осень» («MF», «Мазафака») (режиссёр Виктор Придувалов)
- 2000 — «Мама» (режиссёр Виктор Придувалов)
- 2002 — «Весна 8-го дня» (feat. ДеЦл) (режиссёр Виктор Придувалов)
- 2002 — «Всё будет хорошо» (режиссёр Виктор Придувалов)
- 2002 — «Эмигрант» (режиссёр Виктор Придувалов)
- 2002 — «Только ночью» (режиссёр Александр Кириенко)
- 2004 — «Стереосистема» (режиссёр Виктор Придувалов)
- 2005 — «Солнце и Луна» (режиссёр Екатерина Царик)
- 2005 — «Всё прошло» (режиссёры Александр Анпилогов, Кирилл Авениров)
- 2005 — «Наше право» (режиссёры Кирилл Авениров, С. Солодкин, И. Иванов)
- 2007 — «Trideo» (feat. Sister Siren) (режиссёры Маркус Адамс, Кирилл Авениров)
- 2009 — «Тот день» (режиссёр Виктор Придувалов)
- 2009 — «Жизнь на колёсах» (режиссёр Виктор Придувалов)
- 2010 — «Чёрный снег» (режиссёр Алексей Форин)
- 2013 — «Темнота (Друг молодёжи)» (режиссёр Александр Чалый)
- 2013 — «Помогите найти» (режиссёры Антон Комяхов, Мирослав Кувалдин)
- 2015 — «Времени нет» (режиссёр Виктор Придувалов)
- 2015 — «Бабосы боссам» (feat. Григорий Лепс) (режиссёр Александр Солоха)
- 2015 — «Всё феерично» (режиссёры Александр Лазарев, Артём Винник)
- 2016 — «Под дождём» (feat. Monatik) (режиссёр Владимир Шпак)
- 2016 — «Маятник» (режиссёр Владимир Шпак)
- 2016 — «Не стреляй» (feat. Сергей Кузин) (ДДТ cover) (режиссёр Дон Тимсан)
- 2018 — «Индиго» (feat. Yarmak) (режиссёр Александр Ярмак)
- 2018 — «В одному човні» (режиссёр Ярослав Пилунский)

## Социальная деятельность
Отдельного внимания заслуживает деятельность группы вне музыки. Дизель называет Green Grey социальной командой, считая, что музыканты не должны оставаться в стороне от того, чем живёт остальная страна.
В середине 90-х Green Grey сотрудничали с организацией Greenpeace Украина и именно с её подачи в 1995 году участвовали в акции протеста, проходившей в Киеве перед зданием французского посольства, — это была реакция на испытания ядерного оружия, проведенные Францией на атолле Муруроа.
Летом 2005 года Дизель и Мурик выступили с общественно-политической инициативой под названием «Наше право», целью которой являлась защита русскоязычного населения Украины (и музыкантов в частности) от дискриминации по языковому признаку.
В 2013 году совместно с UNICEF Украина группа Green Grey инициировала акцию «Помогите найти», направленную на актуализацию проблемы поиска семей для детей, лишённых родительской опеки. В рамках акции была записана песня и снят клип с одноимённым названием.
Во многих своих композициях Green Grey также поднимают разные остросоциальные темы: загрязнение окружающей среды («Чёрный снег»), проблемы наркомании («Депрессивный листопад») и СПИДа («Белый флаг»), ностальгию по родине («Эмигрант»), войну на востоке Украины (кавер на песню ДДТ «Не стреляй»), коррупцию в России и Украине («Бабосы боссам»).

## Дополнительная информация
- Днём рождения Green Grey считается 30 мая 1993 года. В этот день состоялась историческая встреча отцов-основателей группы — Дизеля и Мурика[93].
- Если с датой можно согласиться, то "отцами-основателями" группы, считаю, были: конечно Андрей Яценко (Дизель - кстати, этот псевдоним я ему посоветовал принять - Сергей Отчим), Сергей Смирнов, Андрей Кузьменчук и Михаил Смирнов. Мурик  (Дмитрий Муравицкий) появился после распада группы, которая вернулась с фестиваля "Белых ночей" с призом "MTV". О причинах распада и истинной истории Green Grey периода 1993 - 1995 года Сергей Отчим готовит материал.
- Существует несколько версий происхождения названия группы. Наиболее развернутый ответ на вопрос, что оно означает, дал в своё время Дизель:

Да ничего, просто соединение двух цветов. Название мы придумали случайно, перед конкурсом. Надо же было как-то объявить себя. Долго думали, спорили и остановились на названии одной из наших песен. В тот же день, как сделали этот выбор, я ехал в такси. Разговорился с водителем, а он оказался нумерологом. Спросил его по поводу названия. Он согласился просчитать. Остановились, водитель что-то чертил, рассказывал, а счётчик все тикал и тикал, я с ужасом представлял себе сумму. И вдруг он вскрикнул: «Успех! Моментальный и длительный». Добрый дядька оказался, вселил в меня огромную веру, ещё и денег не взял. Я тогда поверил его словам, чётко увидел свою цель — и пошло-поехало.
— Андрей Яценко (Дизель)
Что касательно названия группы, то мы действительно спешили придумать название, поскольку собирались участвовать в конкурсе "Живой звук-93", который проходил в Москве. Мы впятером были в районе Печерского моста (Киев) и выдвигали различные версии, пока из уст Сергея Смирнова не вылетело это название. Все остальные подробности опишу в своих мемуарах. Сергей Отчим (продюсер группы 1993-1995 гг).
- На Украине и за рубежом Green Grey выступали на одной сцене с такими «монстрами» как The Prodigy, Whitesnake, Faith No More, A-ha, Snap!, Сооlio, Run-D.M.C., C+C Music Factory, Apollo 440, Lenny Kravitz и другими.
- У Мурика и Дизеля есть медицинское образование. Яценко учился на акушера-гинеколога, а Муравицкий — на фельдшера[94].
- Мурик — автор текста знаковой песни киевской группы Cool Before «Осень золотая».
- В 2009 году ко Дню Киева Мурик написал для Софии Ротару песню «Зачекай»[95].
- Сын Мурика Андрей Муравицкий был вокалистом в украинско-немецкой рэпкор-группе Nofacez.
- Хобби Мурика — рыбалка. Любимые города — Нью-Йорк, Лондон[96].
- В середине 90-х к Green Grey присоединилась топ-модель Ядвига Юсьлегко, для которой Мурик и Дизель написали песню «Я, Мама, Мальчик»[13].
- В 2012 году Дизель и Мурик вместе с другими известными украинским артистами снялись в видео на песню «Вболівай!» — неофициальный гимн Евро-2012[97][98].
- За 25 лет Green Grey сотрудничали со множеством музыкантов, что вылилось в разные проекты и дуэты: ДеЦл («Весна 8-го дня», «Тандем»), Sister Siren («Trideo»), Monatik («Под дождём»), Григорий Лепс («Бабосы боссам»), Сергей Кузин («Не стреляй»), Игорь Закус (проект «Jazz Kolo»), Новый Союз («Друг»), Баста («Грустно»), Убитые Рэпом/У.эР.А («Далеко далеко»), MC Motoman («В бой!»), Yarmak («Индиго»)[99].